# Бруно Чирілло
Бруно Чирілло (італ. Bruno Cirillo, нар. 21 березня 1977, Кастелламмаре-ді-Стабія) — італійський футболіст, що грав на позиції захисника.

## Клубна кар'єра
Народився 21 березня 1977 року в місті Кастелламмаре-ді-Стабія. Вихованець футбольної школи клубу «Реджина». Дорослу футбольну кар'єру розпочав 1994 року в основній команді того ж клубу, але закріпитись в команді не зумів, взявши участь лише у 1 матчі Серії С1 сезону 1994-95, за результатами якого клуб вийшов до Серії В. 1996 року молодого півзахисника було віддано в оренду в «Триказе», де він відразу став основним гравцем, зігравши за два сезони 54 матчі в Серії С2, в яких забив 4 голи.
Влітку 1998 року Чирілло повернувся в «Реджину», де став залучатись до основного складу і у першому ж сезоні допоміг команді вийти до Серії А. Дебютував в елітному дивізіоні 29 серпня 1999 року в матчі проти «Ювентуса» (1:1) і забив свій перший гол в Серії А 19 березня 2000 року на Стадіо Олімпіко в Римі проти «Роми».
Всього він зіграв у 32 матчах Серії А і забив 2 голи, будучи основним гравцем команди, чим привернув до себе увагу численних клубів, в числі яких опинився «Інтернаціонале», куди і перейшов влітку 2000 року. Дебютував у складі міланського гранда 28 вересня 2000 року в матчі проти «Руху» (Хожув) (4:1) в першому раунді Кубка УЄФА. Проте в команді Бруно надовго не затримався, так і не ставши основним гравцем, і останній раз зіграв за команду 17 червня 2001 року в матчі чемпіонату проти «Болоньї» (2:1). Всього за сезон Чирілло зіграв лише у 26 матчах (17 в Серії А, 7 в Кубку УЄФА і 2 в Кубку Італії).
Влітку 2001 року за 6 мільярдів лір Бруно перейшов в «Лечче» на правах співволодіння. У першому сезоні клуб зіграв за «жовто-червоних» 18 ігор і забив 3 голи в Серії А, проте команда опустилась до нижчого дивізіону. Після цього у червні 2002 року «Лечче» викупило повністю контракт гравця за 306 тис. євро і віддало його на правах оренди в рідну «Реджина», де провів першу половину наступного сезону. У другій частині сезону 2002-03 Чирілло допоміг «Лечче» відразу повернутись назад до Серії А, після чого влітку 2003 року був відданий в оренду в «Сієну», де провів два наступні сезони, зігравши в 54 матчах Серії А.

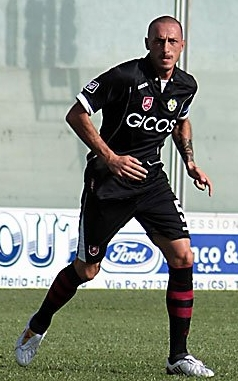
Бруно Чирілло під час виступів за «Реджину». 2008 рік.

1 лютого 2004 року після закінчення матчу Серії А проти «Інтернаціонале» (0:4), Марко Матерацці, який не брав участь в матчі через травму, в підтрибунному приміщенні побився з Бруно Чирілло, який був його партнером по «Інтеру» в 2000—2001 роках. Бруно з'явився перед камерами телеканалу RAI з розбитою губою і забоями на обличчі, заявивши, що синці на його тілі — наслідки ударів Матерацці. Чирілло заявив, що захисник «Інтера» всю гру насміхався над ним, а після влаштував бійку. В підсумку Матерацці був дискваліфікований на чотири матчі. Через кілька днів в штаб-квартирі La Gazzetta Dello Sport відбулася церемонія примирення між двома гравцями.
13 липня 2005 року Чирілло перейшов в грецький АЕК, у складі якого дебютував у лізі Лізі чемпіонів  сезону 2006-07. В останньому турі проти «Андерлехта» Чирілло навіть відзначився голом, який дозволив би грецькій команді кваліфікуватись в плей-оф, якби в паралельному матчі «Лілль» не обіграв на «Сан-Сіро» невмотивований «Мілан», проте французи зуміли перемогти 2:0 і АЕК продовжив виступи у Кубку УЄФА, де вилетів у першому ж раунді від іншого французького клуба «Парі Сен-Жермен». 29 квітня 2007 року Чіріло зіграв свій останній матч за АЕК проти клубу «Шкода Ксанті» в грецькій Суперлізі. Відразу після гри він підтвердив, що покидає команду.
4 липня 2007 року підписав дворічний контракт з іспанським «Леванте», але через нездатність клубу платити зарплату гравцям в січні 2008 року разом із співвітчизником Марко Сторарі покинув клуб, після чого повернувся в рідну «Реджину». Цього разу Чирілло провів у команді півтора сезони, проте за підсумками сезону 2008-09 не зумів врятувати команду від вильоту в Серію В, після чого покинув клуб в червні 2009 року.
12 червня 2009 року підписав дворічний контракт з грецьким ПАОКом. Тут Чирілло став одним основних гравців захисту грецького клубу і в останньому турі сезону забив свій перший гол за клуб. Після цього Чирілло також відзначився в еврокубковому плей-оф, який клуб із Салонік, що дозволило команді на наступний сезон вийти в Лігу чемпіонів. Щоправда там клуб надовго не затримався, програвши в першому ж кваліфікаційному раунді «Аяксу». Всього Чирілло відіграв за клуб із Салонік три сезони своєї ігрової кар'єри, взявши участь у 74 матчах чемпіонату.
23 серпня 2012 року Бруно підписав контракт з «Алкі», яка грала у вищому дивізіоні Кіпру. Там футболіст провів лише пів року і 28 січня 2013 року став гравцем «Меца», що виступав у Національному чемпіонаті, в третьому французькому дивізіоні. Проте допомогти клубу з Лотарингії пробитись до Ліги 2 італійський захисник не зумів.

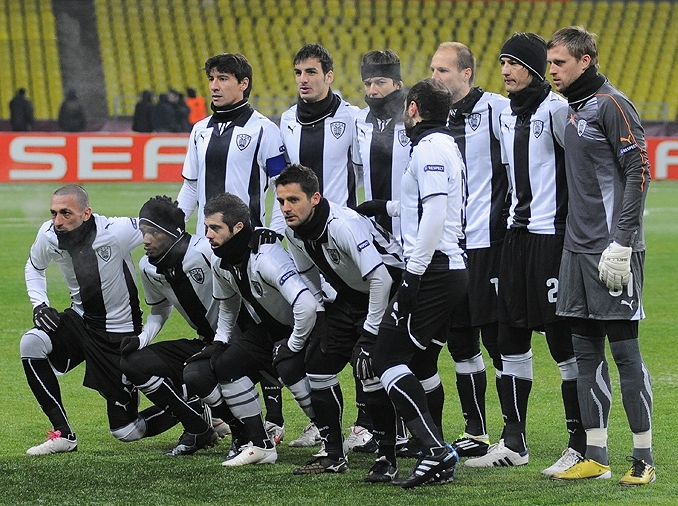
Бруно Чирілло (крайній ліворуч) у складі ПАОКа. 2011 рік.

26 серпня 2013 року Чиріло підписав однорічну угоду з АЕКом, повернувшись в клуб після шести років перерви. Клуб тоді саме через фінансові проблеми був відправлений в Футбольну лігу 2, третій дивізіон Греції. Проте цього разу Бруно не зміг стати основним гравцем і зіграв за сезон лише 11 матчів чемпіонату.
21 серпня 2014 року Чіріло був обраний під першим номером на інавгураційному міжнародному драфті індійської Суперліги клубом «Пуне Сіті». Згодом на цьому ж драфті до клубу потрапив і його співвітчизник Емануеле Беларді, а тренером команди був ще один італієць Франко Коломба. Чирілло дебютував в індійській Суперлізі 14 жовтня в матчі проти «Делі Дайнамос» (0:0), а за відсутності Давіда Трезеге виводив команду з капітанською пов'язкою. По закінченні сезону, який клуб завершив на 6 місці, Бруно покинув клуб.
3 січня 2015 року Чирілло повернувся в рідну «Реджину», що виступала в Лега Про. Клуб зайняв 18 січце і змушений був грати плей-аут (плей-оф за право збереження місця у дивізіоні). Незважаючи на те, що клуб виграв в дербі проти Мессіни (2:0 за сумою двох матчів), 30 травня саме «Реджину» через банкрутство було відправлено в Серію D, після чого 14 липня Чирілло залишив команду, а 22 вересня 2015 року оголосив про завершення ігрової кар'єри.

## Виступи за збірні
Протягом 1999—2000 років залучався до складу молодіжної збірної Італії, у складі якої став переможцем молодіжного чемпіонату Європи 2000 року. Всього на молодіжному рівні зіграв в 11 офіційних матчах.
Того ж року захищав кольори олімпійської збірної Італії на футбольному турнірі Олімпійських ігрор 2000 року у Сіднеї. У складі цієї команди Бруно провів 4 матчі, а італійці дійшли до чвертьфіналу, де поступились Іспанії.

## Статистика виступів

### Статистика клубних виступів
| Сезон               | Команда             | Чемпіонат           | Чемпіонат | Чемпіонат | Національний кубок | Національний кубок | Національний кубок | Континентальні кубки | Континентальні кубки | Континентальні кубки | Інші змагання | Інші змагання | Інші змагання | Усього | Усього |
| Сезон               | Команда             | Ліга                | Ігор      | Голів     | Ліга               | Ігор               | Голів              | Ліга                 | Ігор                 | Голів                | Ліга          | Ігор          | Голів         | Ігор   | Голів  |
| ------------------- | ------------------- | ------------------- | --------- | --------- | ------------------ | ------------------ | ------------------ | -------------------- | -------------------- | -------------------- | ------------- | ------------- | ------------- | ------ | ------ |
| 1994–95             | «Реджина»           | C1                  | 1         | 0         | КІ+CI-C            | 0                  | 0                  | -                    | -                    | -                    | -             | -             | -             | 1      | 0      |
| 1995–96             | «Реджина»           | B                   | 0         | 0         | КІ                 | 0                  | 0                  | -                    | -                    | -                    | -             | -             | -             | 0      | 0      |
| 1996–97             | «Триказе»           | D                   | 24        | 1         | -                  | -                  | -                  | -                    | -                    | -                    | -             | -             | -             | 24     | 1      |
| 1997–98             | «Триказе»           | C2                  | 30        | 3         | КІ-C               | 0                  | 0                  | -                    | -                    | -                    | -             | -             | -             | 30     | 3      |
| Усього за «Триказе» | Усього за «Триказе» | Усього за «Триказе» | 54        | 4         |                    | 0                  | 0                  |                      | -                    | -                    |               | -             | -             | 54     | 4      |
| 1998–99             | «Реджина»           | B                   | 16        | 0         | КІ                 | 2                  | 0                  | -                    | -                    | -                    | -             | -             | -             | 18     | 0      |
| 1999–00             | «Реджина»           | A                   | 32        | 2         | КІ                 | 4                  | 0                  | -                    | -                    | -                    | -             | -             | -             | 36     | 2      |
| 2000–01             | «Інтернаціонале»    | A                   | 17        | 0         | КІ                 | 2                  | 0                  | КУЄФА                | 6                    | 0                    | СІ            | 0             | 0             | 25     | 0      |
| 2001–02             | «Лечче»             | A                   | 18        | 3         | КІ                 | 2                  | 0                  | -                    | -                    | -                    | -             | -             | -             | 20     | 3      |
| 2002–03             | «Реджина»           | A                   | 10        | 0         | КІ                 | 3                  | 1                  | -                    | -                    | -                    | -             | -             | -             | 13     | 1      |
| 2002–03             | «Лечче»             | B                   | 14        | 1         | КІ                 | -                  | -                  | -                    | -                    | -                    | -             | -             | -             | 14     | 1      |
| Усього за «Лечче»   | Усього за «Лечче»   | Усього за «Лечче»   | 32        | 4         |                    | 2                  | 0                  |                      | -                    | -                    |               | -             | -             | 34     | 4      |
| 2003–04             | «Сієна»             | A                   | 23        | 0         | КІ                 | 2                  | 0                  | -                    | -                    | -                    | -             | -             | -             | 25     | 0      |
| 2004–05             | «Сієна»             | A                   | 31        | 0         | КІ                 | 3                  | 1                  | -                    | -                    | -                    | -             | -             | -             | 34     | 1      |
| Усього за «Сієну»   | Усього за «Сієну»   | Усього за «Сієну»   | 54        | 0         |                    | 5                  | 1                  |                      | -                    | -                    |               | -             | -             | 59     | 1      |
| 2005–06             | АЕК                 | АЕ                  | 24        | 2         | КГ                 | 2                  | 1                  | КУЄФА                | 2                    | 0                    | -             | -             | -             | 28     | 3      |
| 2006–07             | АЕК                 | СЛ                  | 26        | 1         | КГ                 | 0                  | 0                  | ЛЧ+КУЄФА             | 8+2                  | 1+0                  | -             | -             | -             | 36     | 2      |
| 2007–08             | «Леванте»           | ПД                  | 16        | 0         | КІ                 | 2                  | 0                  | -                    | -                    | -                    | -             | -             | -             | 18     | 0      |
| 2007–08             | «Реджина»           | A                   | 18        | 0         | КІ                 | 0                  | 0                  | -                    | -                    | -                    | -             | -             | -             | 18     | 0      |
| 2008–09             | «Реджина»           | A                   | 32        | 0         | КІ                 | 0                  | 0                  | -                    | -                    | -                    | -             | -             | -             | 32     | 0      |
| 2009–10             | ПАОК                | СЛ                  | 19+6      | 1+1       | КГ                 | 0                  | 0                  | ЛЄ                   | 4                    | 0                    | -             | -             | -             | 29     | 2      |
| 2010–11             | ПАОК                | СЛ                  | 21+4      | 1         | КГ                 | 5                  | 0                  | ЛЧ+ЛЄ                | 2+7                  | 0                    | -             | -             | -             | 39     | 1      |
| 2011–12             | ПАОК                | СЛ                  | 18+5      | 1         | КГ                 | 2                  | 0                  | ЛЄ                   | 10                   | 0                    | -             | -             | -             | 35     | 1      |
| Усього за ПАОК      | Усього за ПАОК      | Усього за ПАОК      | 58+15     | 3+1       |                    | 7                  | 0                  |                      | 23                   | 0                    |               | -             | -             | 103    | 4      |
| 2012–13             | «Алкі»              | ЧК                  | 7         | 0         | КК                 | 0                  | 0                  | -                    | -                    | -                    | -             | -             | -             | 7      | 0      |
| 2012–13             | «Мец»               | НЛ                  | 15        | 0         | КФ+КЛ              | -                  | -                  | -                    | -                    | -                    | -             | -             | -             | 15     | 0      |
| 2013–14             | АЕК                 | ФЛ2                 | 11        | 0         | КГ                 | 2                  | 0                  | -                    | -                    | -                    | -             | -             | -             | 13     | 0      |
| Усього за АЕК       | Усього за АЕК       | Усього за АЕК       | 61        | 3         |                    | 4                  | 1                  |                      | 12                   | 1                    |               | -             | -             | 77     | 5      |
| 2014                | «Пуне Сіті»         | СЛ                  | 14        | 0         | -                  | -                  | -                  | -                    | -                    | -                    | -             | -             | -             | 14     | 0      |
| 2014–15             | «Реджина»           | LP                  | 14+2      | 0         | КІ+КІ-ЛП           | -                  | -                  | -                    | -                    | -                    | -             | -             | -             | 16     | 0      |
| Усього за «Реджину» | Усього за «Реджину» | Усього за «Реджину» | 123+2     | 2         |                    | 9                  | 1                  |                      | -                    | -                    |               | -             | -             | 134    | 3      |
| Усього за кар'єру   | Усього за кар'єру   | Усього за кар'єру   | 4?17      | 16+1      |                    | 31                 | 3                  |                      | 41                   | 1                    |               | 0             | 0             | 540    | 21     |

## Особисте життя
2010 року він одружився з грецькою актрисою й Міс Греція 2006 Елені Асімакопулу, від якої має дочку, Марію Розарію (нар. 13 грудня 2010 року).

## Титули і досягнення
- Чемпіон Європи (U-21): 2000